# Georg IX av Imereti
Georg IX av Imereti, död 1778, var en georgisk monark. Han var kung i kungariket Imereti under 1741.